# Long Sutton (Lincolnshire)
Long Sutton is een civil parish in het bestuurlijke gebied South Holland, in het Engelse graafschap Lincolnshire met 4821 inwoners.

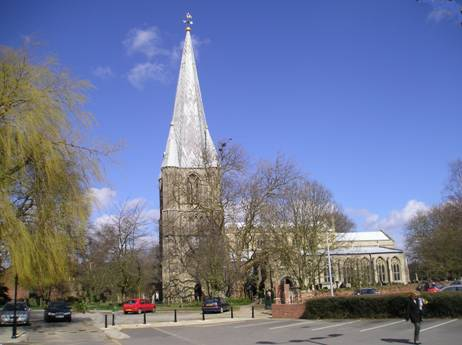
Kerk van St. Mary